# François Villette
Pour les articles homonymes, voir Villette.
François Villette (né le 6 octobre 1621 et mort le 11 octobre 1698 ) est un ingénieur, opticien et artificier expert à la Cour de Louis XIV de la France et un démonstrateur au début du potentiel de la technologie solaire.

## Biographie
François Villette a conçu un miroir en bronze étamé, presque un mètre de diamètre, qu'il utilisa pour refléter les rayons du soleil sur les objets qui a fondu depuis les hautes températures produites. Il a été démontré avec beaucoup d'efficacité à la Cour de Versailles.